# C.M. Talkington
Clement McCarty Talkington (ur. 14 października 1966 w Dallas) – amerykański aktor, scenarzysta i reżyser, najbardziej znany z filmu Kaliber 45. Często wspominany przez Quentina Tarantino, który wymienia jako swojego ulubionego naśladowcę.

## Filmografia

### Reżyser
- Kaliber 45 (1994)
- Killer's Head (1999)
- Ethan and Alan (2002, krótkometrażowy)
- Mud Mules & Mountains (2014)

### obsada aktorska
- Kapitan Ron (1992) jako kurier rowerowy
- Cruise Control (1992, krótkometrażowy) jako Dead Head
- Kaliber 45 (1994) jako tatuażysta
- Number One Fan (1997) jako Nash
- See Jane Run (2001) jako bandyta

### Scenarzysta
- Kaliber 45 (1994)
- Killer's Head (1999)